# Deniz Su Aquamatch Satranç
Deniz Su Aquamatch Satranç, pełna nazwa Deniz Su Aquamatch Satranç Gençlik ve Spor Kulübü – turecki klub szachowy z siedzibą w Stambule.

## Historia
Wspierająca klub İSEK SK firma Aquamatch po jego rozwiązaniu utworzyła w 2012 roku drużynę Denizsu Satranç Gençlik ve Spor Kulübü. W 2013 roku klub uzyskał awans do Süper Satranç Ligi. W swoim debiutanckim sezonie w najwyższej klasie rozgrywkowej klub zajął czwarte miejsce. W 2015 roku zespół zdobył tytuł wicemistrzowski, ulegając jedynie Beşiktaşowi. W kadrze drużyny znajdowali się wówczas m.in. Wesley So, Barış Esen i Nana Dzagnidze. Sezon 2016 szachiści klubu zakończyli na trzecim miejscu. W latach 2017–2018 klub zajmował odpowiednio siódme i piąte miejsce w lidze. Sezon 2019 zespół zakończył na trzeciej pozycji. W 2022 roku uzyskano identyczny rezultat. W 2023 roku klub zajął w lidze jedenaste miejsce, a rok później – piąte.

## Arcymistrzowie w historii klubu
- Bardija Daneszwar[12]
- Nana Dzagnidze[13]
- Pawło Eljanow[13]
- Mert Erdoğdu[14]
- Barış Esen[13]
- Ernesto Inarkijew[13]
- Aleksandar Inđić[15]
- Ołeksandr Ipatow[16]
- Anton Korobow[17]
- Uładzisłau Kawalou[14]
- Ádám Kozák[18]
- Jewgienij Najer[17]
- Hans Niemann[12]
- Jewgienij Romanow[19]
- Vahap Şanal[19]
- Wesley So[4]
- Kiriłł Szewczenko[14]
- Dariusz Świercz[16]
- Andrij Wołokitin[15]